# Ampers&One
Cette page contient des caractères spéciaux ou non latins. S’ils s’affichent mal (▯, ?, etc.), consultez la page d’aide Unicode.
Ampers&One (hangeul : 앰퍼샌드원, prononcé Aempeosaendeuwon) est un boys band sud-coréen de K-pop, originaire de Séoul. Formé en 2023 par FNC Entertainment, il est composé de sept membres.

## Histoire

### Origines et débuts (2021–2023)
Siyun était trainee chez YG Entertainment et participe en 2018 à l'émission de télé-réalité YG Treasure Box. En 2021, Kamden et Jiho participent à l'émission de télé-réalité Extreme Debut: Wild Idol. En 2023, Kamden, Brian et Jiho participent à l'émission de télé-réalité Boys Planet et terminent respectivement à la 17e, la 37e et la 55e place.
Le 5 septembre 2023, FNC Entertainment annonce la création d'un boys band de 7 membres qui devait faire ses débuts au début de l'année 2024. Le 26 septembre, l'agence révèle que Kamden et Jiho feront partie du nouveau groupe, qui débutera en novembre de la même année. Le 18 octobre 2023, FNC Entertainment annonce le nom du groupe. Le 15 novembre 2023, le premier album single du groupe, Ampersand One sort avec pour titre principal  On and On pour lequel Kamden participe aux paroles,.

### One Hearted(depuis 2024)
Le 26 mars 2024, le groupe sort son deuxième album single, On Hearted avec pour titre principal Broken Heart.

## Membres
| Nom de scène | Nom de scène | Nom de naissance | Nom de naissance | Nationalité              |
| Romanisé     | Coréen       | Romanisé         | Coréen           | Nationalité              |
| ------------ | ------------ | ---------------- | ---------------- | ------------------------ |
| Jiho         | 지호         | Choi Jiho        | 초이 지호        | Sud-coréen               |
| Siyun        | 시윤         | Yun Siyun        | 윤 시윤          | Sud-coréen               |
| Seungmo      | 승모         | Kim Seungmo      | 킴 승모          | Sud-coréen               |
| Kamden       | 캄덴         | Na Kaemdeun      | 나 캠든          | Sud-coréano / Américain  |
| Kyrell       | 카이렐       | Kyrell           | 카이렐           | Sud-coréano / Américain  |
| Brian        | 브라이언     | Brian            | 브라이언         | Sino / Canadien          |
| Mackiah      | 마키앟       | Mackiah          | 마키앟           | Sud-coréano / Australien |

## Discographie

### Albums studio
| Titre         | Détails | Meilleure position | Ventes         |
| Titre         | Détails | COR                | Ventes         |
| ------------- | --- | ------------------ | -------------- |
| Ampersand One | - Date de sortie : 15 novembre 2023 - Label : FNC Entertainment - Formats : CD, téléchargement, streaming 1. On and On 2. Sweet & Sour 3. Sheesh     | 11                 | - COR : 58 470 |
| One Hearted   | - Date de sortie : 26 mars 2024 - Label : FNC Entertainment - Formats : CD, téléchargement, streaming 1. Broken Heart 2. Crazy Stupid Fun 3. Someday | 10                 | - COR : 66 243 |

### Singles
| Titre        | Année | Meilleur classement | Album         |
| Titre        | Année | COR téléch.         | Album         |
| ------------ | ----- | ------------------- | ------------- |
| On and On    | 2023  | 98                  | Ampersand One |
| Broken Heart | 2024  | 76                  | One Hearted   |

## Distinctions
| Prix                | Année | Catégorie                  | Nommé / œuvre | Résultat | Réf.   |
| ------------------- | ----- | -------------------------- | ------------- | -------- | ------ |
| Hanteo Music Awards | 2023  | Rookie de l'année - Hommes | Ampers&One    | Nommé    | [ 14 ] |